# Méjannes-lès-Alès
Méjannes-lès-Alès este o comună în departamentul Gard din sudul Franței. În 2009 avea o populație de 1.073 de locuitori.

## Evoluția populației
| An        | 1975 | 1982 | 1990 | 1999 | 2006  | 2009  |
| --------- | ---- | ---- | ---- | ---- | ----- | ----- |
| Populație | 501  | 660  | 810  | 905  | 1.026 | 1.073 |